# Tipula harmonia
Tipula harmonia är en tvåvingeart som beskrevs av Mannheims 1966. Tipula harmonia ingår i släktet Tipula och familjen storharkrankar. Inga underarter finns listade i Catalogue of Life.